# 宽嘴鶲莺
宽嘴鶲莺（学名：Tickellia hodgsoni）为鶲科宽嘴鶲莺属的鸟类。在中国大陆，分布于云南等地。该物种的模式产地在Sikkim。

## 亚种
- 宽嘴鶲莺云南亚种（学名：Tickellia hodgsoni tonkineksis）。[3]